# The Banished Former Hero Lives as He Pleases
The Banished Former Hero Lives as He Pleases (яп. 出来損ないと呼ばれた元英雄は、実家から追放されたので好き勝手に生きることにした, Dekisokonai to Yobareta Moto Eiyū wa, Jikka kara Tsuihōsareta node Suki Katte ni Ikiru Koto ni Shita, укр. Колишній герой вигнанець живе як хоче) — ранобе, написане Шіном Кодзукі та проілюстрована Чокоаном. Спочатку було веб-новелою, що публікувалася на сайті Shōsetsuka ni Narō з січня 2018 до червня 2019 року. Згодом її викупило видавництво TO Books, яке з жовтня 2018 року випустило друком шість томів.
Манґа-адаптація з ілюстраціями Карасумару серіалізується на сервісі Comic Corona, що базується на Nico Nico Seiga, з грудня 2018 року. Станом на листопад 2023 року випущено вісім томів.
Аніме-адаптація від Studio Deen і Marvy Jack транслювалася з квітня по червень 2024 року.

## Сюжет
Аллен був вигнаний з герцогства Вестфельдт через низький рівень і отриманий Дар. Однак це його анітрохи не засмутило, адже він зберіг спогади про своє минуле життя як героя. Насправді він навіть вважає це благословенням, адже після смерті матері його батько й брат змінилися, і тепер він нарешті може жити так, як хоче, не дбаючи про сімейний імідж і не терплячи знущання за те, що не має Дару. Але його спокій триває недовго — врятувавши свою колишню наречену й єдину подругу, він опиняється у вирі пригод, намагаючись з'ясувати, що замислили демони.

## Персонажі

### Головні герої
Аллен (яп. アレン, Aren)
Сейю: Шота Аой
Колишній спадкоємець герцогства Вестфельдт, вигнаний через низький рівень і відсутність Дару. Його мати померла, коли він був ще дитиною, і батько звинуватив його в цьому. Коли з’ясувалося, що її смерть була марною, оскільки Аллен не мав жодного особливого Дару, зневага тільки посилилася, Однак батько не знав, що Аллен насправді є перевтіленим героєм, який зберіг усі спогади й силу зі свого минулого життя. Він бачив, як його батько й брат стають все більш жорстокими, і хоч батько ніколи його не любив, йому було боляче спостерігати за змінами брата. Єдиною людиною, яка завжди ставилася до нього добре, була його колишня наречена Різе, яка ніколи не судила його за рівень або Дар, адже розуміла, що саме це не визначає, якою людина є насправді.
Різе (яп. リーズ, Rīzu)
Сейю: Мінамі Курісака
Анрієтта (яп. アンリエット, Anrietto)
Сейю: Акарі Кіто
Ноель (яп. ノエル, Noeru)
Сейю: Амамія Сора

### Допоміжні персонажі
Мілен (яп. ミレーヌ, Mirēnu)
Сейю: Аймі
Беатріс (яп. ベアトリス, Beatorisu)
Сейю: Меґумі Хан
Акіра (яп. アキラ)
Сейю: Марія Ісе
Крейґ (яп. クレイグ, Kureigu)
Сейю: Коясу Такехіто
Бріт (яп. ブレット, Buretto)
Сейю: Рьота Осака
Кертіс (яп. カーティス, Kātisu)
Сейю: Кокі Коясу

## Медіа

### Ранобе
Написане Шін Кодзукі, The Banished Former Hero Lives as He Pleases спочатку публікувалася на сайті Shōsetsuka ni Narō з 26 січня 2018 року по 10 червня 2019 року. Видавництво TO Books придбало права на серію та розпочало випуск друкованих томів із ілюстраціями Чокоана 10 жовтня 2018 року. Станом на травень 2024 року випущено сім томів.
На панелі Anime NYC у листопаді 2023 року J-Novel Club оголосили про отримання ліцензії на англомовне видання ранобе.
| № | Дата виходу      | ISBN                   |
| - | ---------------- | ---------------------- |
| 1 | 10 жовтня 2018   | ISBN 978-4-86-472739-6 |
| 2 | 10 січня 2019    | ISBN 978-4-86-472773-0 |
| 3 | 10 червня 2019   | ISBN 978-4-86-472817-1 |
| 4 | 10 вересня 2019  | ISBN 978-4-86-472847-8 |
| 5 | 10 лютого 2020   | ISBN 978-4-86-472915-4 |
| 6 | 1 листопада 2023 | ISBN 978-4-86-699992-0 |
| 7 | 20 травня 2024   | ISBN 978-4-86-794183-6 |

### Манґа
Манґа-адаптація з ілюстраціями Карасумару розпочала серіалізацію на сервісі Comic Corona, що базується на Nico Nico Seiga, 24 грудня 2018 року. Станом на червень 2024 року випущено дев’ять томів танкобонів.
У січні 2024 року J-Novel Club оголосили про отримання ліцензії на англомовне видання манґи.
| № | Дата виходу      | ISBN                   |
| - | ---------------- | ---------------------- |
| 1 | 25 червня 2019   | ISBN 978-4-86-472818-8 |
| 2 | 25 лютого 2020   | ISBN 978-4-86-472917-8 |
| 3 | 15 вересня 2020  | ISBN 978-4-86-699052-1 |
| 4 | 15 березня 2021  | ISBN 978-4-86-699173-3 |
| 5 | 15 вересня 2021  | ISBN 978-4-86-699324-9 |
| 6 | 14 травня 2022   | ISBN 978-4-86-699524-3 |
| 7 | 14 січня 2023    | ISBN 978-4-86-699742-1 |
| 8 | 1 листопада 2023 | ISBN 978-4-86-699987-6 |
| 9 | 15 червня 2024   | ISBN 978-4-86-794192-8 |

### Аніме
Аніме-адаптацію телевізійного серіалу було оголошено 20 червня 2023 року. Виробництвом займалися Studio Deen і Marvy Jack, режисером виступив Казуомі Кога, сценарій курував Рінтаро Ікеда, а написав Йошікі Окуса. Дизайн персонажів розробила Саорі Хосода, а музику склав Кей Ханеока. Серіал транслювався на TV Tokyo з 2 квітня по 19 червня 2024 року. Опенінґом є «Evolve» яка виконана Shouta Aoi, а ендонінґом є «Meritocracy» (яп. メリトクラシー)  у виконанні Aimi. Crunchyroll ліцензував серіал.

#### Список серій
| № серії | Назва серії | Режисер(и)        | Сценарист(и)               | Режисер(и) анімації      | Оригінальна дата показу |
| ------- | --- | ----------------- | -------------------------- | ------------------------ | ----------------------- |
| 1       | «Вигнання» Транслітерація: «Tsuihō» (яп. 追放)                                                                              | Казуомі Кога      | Рінтаро Ікеда              | Казуомі Кога             | 2 квітня 2024           |
| 2       | «Майстер-коваль священного меча» Транслітерація: «Seiken no Kajishi» (яп. 聖剣の鍛冶師)                                     | Сігеру Уеда       | Рінтаро Ікеда              | Юкіо Нішімото            | 9 квітня 2024           |
| 3       | «Впертість і рішучість» Транслітерація: «Iji to Kakugo» (яп. 意地と覚悟)                                                    | Йошіхіде Куріяма  | Рінтаро Ікеда              | Юкіо Нішімото            | 16 квітня 2024          |
| 4       | «Фестиваль Повернення духів» Транслітерація: «Kōreisai» (яп. 降霊祭)                                                        | Шунджі Йошида     | Йошікі Окуса               | Шінічі Ватанабе          | 23 квітня 2024          |
| 5       | «Початок божевілля» Транслітерація: «Kyōran no Kaimaku» (яп. 狂乱の開幕)                                                    | Макі Камія        | Йошікі Окуса               | Токоро Токацу            | 30 квітня 2024          |
| 6       | «Гранична межа ненависті» Транслітерація: «Zōo no Hate» (яп. 憎悪の果て)                                                    | Казуомі Кога      | Йошікі Окуса               | Казуомі Кога             | 7 травня 2024           |
| 7       | «Дочка імператорського герцога» Транслітерація: «Teikoku no Kōshaku Reijō» (яп. 帝国の侯爵令嬢)                             | Йошіхіде Куріяма  | Рінтаро Ікеда              | Шінічі Ватанабе          | 14 травня 2024          |
| 8       | «Казковий володар» Транслітерація: «Yōsei O» (яп. 妖精王)                                                                   | Шунджі Йошида     | Йошікі Окуса Рінтаро Ікеда | Наґіса Міядзакі          | 21 травня 2024          |
| 9       | «Знак демона» Транслітерація: «Akuma no Rakuin» (яп. 悪魔の烙印)                                                            | Масахіко Ватанабе | Рінтаро Ікеда              | Kageyama Mamoru          | 28 травня 2024          |
| 10      | «Крик про допомогу» Транслітерація: «Tasuke o Motomeru Koe» (яп. 助けを求める声)                                            | Макі Камія        | Рінтаро Ікеда              | Шінічі Ватанабе          | 5 червня 2024           |
| 11      | «Колишній герой у розгубленості» Транслітерація: «Madō Moto Eiyū» (яп. 惑う元英雄)                                          | Фукая Юріка       | Рінтаро Ікеда              | Фукая Юріка Казуомі Кога | 12 червня 2024          |
| 12      | «Колишній герой живе, як йому заманеться» Транслітерація: «Moto Eiyū wa Suki Katte ni Ikiru» (яп. 元英雄は好き勝手に生きる) | Дзюнічі Суемото   | Рінтаро Ікеда              | Кагеяма Мамору           | 19 червня 2024          |